# Brdinje
Brdinje este o localitate din comuna Ravne na Koroškem, Slovenia, cu o populație de 625 de locuitori.